# Notropis altipinnis
Notropis altipinnis är en fiskart som först beskrevs av Cope, 1870.  Notropis altipinnis ingår i släktet Notropis och familjen karpfiskar. Inga underarter finns listade i Catalogue of Life.